# S Chamaeleontis
S Chamaeleontis är en gul-vit stjärna i huvudserien  i stjärnbilden Kameleonten. Den misstänktes vara variabel och blev den andra stjärnan i stjärnbilden som fick en variabeldesignation åsatt. Noggrannare mätningar har kunnat fastslå att den inte är variabel. Stjärnan är av visuell magnitud +6,51 och därmed inte synlig för blotta ögat.